# Липниківська сільська рада (Мостиський район)
| Липниківська сільська рада — колишній орган місцевого самоврядування у Мостиському районі Львівської області з адміністративним центром у с. Липники. Історична дата утворення: в 1994 році. Водоймища на території, підпорядкованій даній раді: річка Січня. Сільській раді підпорядковані населені пункти: - с. Липники - с. Добощівка - с. Стрілецьке |

## Склад ради
Рада складалася з 16 депутатів та голови.

### Керівний склад ради
| ПІБ                        | Основні відомості                                                 | Дата обрання | Дата звільнення |
| -------------------------- | ----------------------------------------------------------------- | ------------ | --------------- |
| Дорош Євгеній Францішкович | Сільський голова, 1959 року народження, освіта, безпартійний      | 26.03.2006   | 31.10.2010      |
| Дорош Євгеній Францішкович | Сільський голова, 1959 року народження, освіта вища, безпартійний | 31.10.2010   |                 |

Примітка: таблиця складена за даними джерела